# (24701) Elyu-Ene
(24701) Elyu-Ene est un astéroïde de la ceinture principale.

## Description
(24701) Elyu-Ene est un astéroïde de la ceinture principale. Il fut découvert par Eric Walter Elst le 15 novembre 1990 à l'observatoire de La Silla. Il présente une orbite caractérisée par un demi-grand axe de 3,94 UA, une excentricité de 0,167 et une inclinaison de 15,54° par rapport à l'écliptique.
Il est nommé d'après le fleuve sibérien Elyu-Ene, long de 4 400 kilomètres, qui est le nom en evenki de la Léna.

## Compléments